# Saxifraga oppositifolia
Saxifraga oppositifolia, (Saxífraga de fulles oposades), la saxífraga porpra, és una espècie de planta amb flors dins la família de les saxifragàcies. La seva flor és comestible. És una espècie molt comuna a l'àrtic i a algunes altes muntanyes molt més al sud incloent el Pirineu a Catalunya. Fins i tot creix a l'illa Kaffeklubben, la terra més al nord del món.
És de creixement lent, fa de 3–5 cm d'alt, amb algunes branques llenyoses. Les flors són solitàries d'1,2 cm de diàmetre, amb pètals porpra o lila molt més llargs que el calze. Floreix de primavera a estiu segons quan es fongui la neu. A Svalbard és de les primeres plantes amb flors que colonitzen les zones de terra que apareixen quan es retira una glacera. Aquesta flor els inuits la coneixen com a aupilaktunnguaq.

## Subespècies
- Saxifraga oppositifolia ssp. glandulisepala Hultén - d'Alaska.[3]
- Saxifraga oppositifolia ssp. oppositifolia L. - dels Estats Units.[4]
- Saxifraga oppositifolia ssp. smalliana (Engl. & Irmsch.) Hultén - d'Alaska.[5]